# Allegro and Arioso
Allegro and Arioso est une œuvre pour quintette à vent composée par Ingolf Dahl (en) en 1942.
Fuyant le régime nazi et ne trouvant pas d'activité suffisante en Suisse, Ingolf Dahl commence à composer sa première œuvre aux États-Unis dès 1939 intitulée Toccata and Arioso pour quatuor à vent, qu'il terminera en juin 1942 et qui devient Allegro and Arioso pour quintette à vent. Il la dirige le 22 mai 1943.
Le style musical des débuts de composition d'Ingolf Dahl est influencé par le style dissonant et dramatique de l'expressionnisme allemand, mais dans la musique qu'il a écrite après avoir rencontré Igor Stravinsky à Los Angeles, on peut percevoir l'influence clarifiante du néo-classicisme stravinskien. L'Allegro and Arioso pour quintette à vent date de 1942, et l'aspect d'un néo-classicisme médiateur agissant sur une esthétique expressionniste est notable.
La pièce est éditée chez McGinnis & Marx (MGM2020) en 1962.
Cette pièce est fréquemment jouée et programmée par les jeunes quintettes à vent nord-américains.

## Structure
La pièce comprend deux mouvements :
1. Allegro Energitico
2. Arioso, Moderato e Cantabile

## Analyse
« Cette pièce contraste une texture initiale dramatique de mesures accentuées et irrégulières avec un exploit audacieux d'écriture pour les vents qui ouvre la deuxième section - une ligne calme et mobile commencée par la flûte et jouée successivement par la clarinette, le hautbois, le basson et le cor, toujours à l'unisson.
Ce passage, ainsi que l' Arioso complet, contient dans son lyrisme le germe de l'écriture angulaire de l' Allegro, mais c'est le lyrisme qui prévaut finalement. Au dernier accord, les voix s'effacent progressivement, de la flûte vers le grave, pour ne laisser que le basson à la fin. »

## Discographie sélective
- Ingolf Dahl, Samuel Barber, Alvin Etler : Allegro And Arioso For Five Wind Instruments / Summer Music For Woodwind Quintet / Quintet For Winds avec New York Woodwind Quintet : Arthur Weisberg (basson), David Glazer (clarinette), Samuel Baron (flûte), John Barrows (cor d'harmonie), Jerome Roth (hautbois), (LP / Concertape 4T-4009, balanced acoustic, 1960).